# Gerald Estrin
Gerald Estrin (9 de setembro de 1921 – 29 de março de 2012) foi um cientista da computação americano, e professor no departamento de ciência da computação da UCLA. Ele é conhecido pelo seu trabalho na organização de sistamas computacionais  em processamento paralelo.

## Origens e educação
Estrin nasceu em Nova Iorque em 1921. Ele conheceu sua futura esposa Thelma Austern em 1941 no City College de Nova Iorque e eles se casaram quando ele tinha 20 anos e ela 17. Estrin ingressou no exército durante a Segunda Guerra Mundial, e depois disso ele e Thelma entraram na Universidade de Wisconsin-Madison, onde ambos obtiveram diplomas em engenharia elétrica. Estrin recebeu seus diplomas de bacharelado, mestrado e doutorado na University de Wisconsin nos anos de 1948, 1949 e 1951, respectivamente.

## Institute for Advanced Study
Estrin serviu como engenheiro pesquisador no grupo de John von Neumann no IAS de 1950 a 1956. No final dos anos 1950, Estrin propôs o conceito de computação reconfigurável, que permite a aceleração de processos computacionais usando configurações variáveis em módulos de hardware especializados em adição a uma unidade de processamento sequencial. A ideia foi realizada de forma prática no "The Fixed Plus Variable Structure Computer"'.

## UCLA
Estrin obteve uma posição como professor na UCLA em 1953, quando então se mudou para Los Angeles. Gerald Estrin serviu como diretor chefe do departamento de ciência da computação da UCLA de 1979 a 1982 e de 1985 a 1988. Ele se aposentou em 1991, assumindo o título de professor emérito.

## Publicações selecionadas
- Estrin, Gerald. "Organization of computer systems: the fixed plus variable structure computer." Papers presented at the May 3–5, 1960, western joint IRE-AIEE-ACM computer conference. ACM, 1960.
- Estrin, Gerald, et al. "Parallel processing in a restructurable computer system." Electronic Computers, IEEE Transactions on 6 (1963): 747-755.
- Estrin, Gerald, et al. "SARA (system architects apprentice): modeling, analysis, and simulation support for design of concurrent systems." Software Engineering, IEEE Transactions on 2 (1986): 293–311.

## References
1. ↑  «Gerald Estrin - Engineering and Technology History Wiki». ethw.org. Maio de 2018
2. ↑  Athanas, Peter M., and Harvey F. Silverman. "Processor reconfiguration through instruction-set metamorphosis." Computer 26.3 (1993): 11-18.
3. ↑  Estrin, Gerald (31 de outubro de 1960). Organization of Computer Systems: The Fixed Plus Variable Structure Computer. Col: IRE-AIEE-ACM '60 (Western). [S.l.]: ACM. pp. 33–40. ISBN 9781450378697. doi:10.1145/1460361.1460365 – via ACM Digital Library
4. ↑  «UCLA Computer Science Department People». Cópia arquivada em 16 de maio de 2008